# Ipomoea shupangensis
Ipomoea shupangensis är en vindeväxtart som beskrevs av John Gilbert Baker. Ipomoea shupangensis ingår i släktet praktvindor, och familjen vindeväxter. Inga underarter finns listade i Catalogue of Life.